# Eddy Paape
Edouard Paape, más conocido como Eddy Paape,  fue un historietista franco-belga (Grivegnée, 3 de marzo de 1920 - Bruselas, 12 de mayo de 2012), conocido por haber sido el dibujante de Luc Orient.

## Biografía
Eddy Paape nació en Grivegnée (en la actualidad, parte de Liège), Bélgica, en 1920. Comenzó su carrera en 1942, cuando fue contratado por la Compagnie Belge d'Animation para trabajar como animador; en los años siguientes otros caricaturistas belgas se unieron al estudio, entre los que se incluyen a André Franquin, Peyo y Morris). Paape abandonó pronto el estudio para trabajar como artista de portadas y más tarde como caricaturista para diferentes revistas de la editorial Dupuis. Allí, trabajó como artista del ambicioso proyecto Emmanuel, un libro de cómics sobre el Nuevo Testamento, con el célebre caricaturista belga Jijé. Más tarde lo sucedió como artista de la serie de detectives Valhardi, publicada en la revista de cómics Spirou. Paape ilustró la serie desde 1946 hasta 1954, y allí trabajó junto con los historietistas europeos Jean-Michel Charlier y Yvan Delporte.
Paape se afilió al sindicato World Press y siguió ilustrando cómics, en especial para Spirou. World Press era un sindicato belga, basado en el modelo de los sindicatos estadounidenses como King Features Syndicate, y sus principales autores eran el escritor Charlier y el artista Victor Hubinon. Paape los asistió en su serie Buck Danny y en la biografía de piratas Surcouf. Durante muchos años, el estilo de Paape fue una mezcla clara de la influencia de Jijé y Hubinon. En 1958, Paape creó Marc Dacier, una serie de cómics escrita por Charlier.
La colaboración más conocida de Paape empezó en 1966, cuando creó la serie de ciencia ficción Luc Orient, de un estilo similar al de Flash Gordon, con Greg. Esta serie, publicada en la revista Tintín, se volvió muy popular y se publicaron dieciocho aventuras.
En 1969, Paape comenzó a dar clases de dibujo de cómics en la escuela de arte Saint-Luc de Bruselas, donde permaneció hasta 1976.